# Жил Діаш
Жил Діаш (порт. Gil Dias, нар. 28 вересня 1996, Гафаня-да-Назаре) — португальський футболіст, півзахисник клубу «Фамалікан».

## Клубна кар'єра
Народився 28 вересня 1996 року в місті Гафаня-да-Назаре. Вихованець юнацьких команд футбольних клубів «Гафаня», «Спортінг», «Санжуаненсі» та «Брага». 9 серпня 2014 року в матчі проти «Тондели» він дебютував у Сегнуда-лізі у складі дублюючого складу останнього, втім до основи так і не пробився.
На початку 2015 року Жил перейшов у «Монако», де для отримання ігрової практики почав виступати за дубль. На початку 2016 року Діаш на правах оренди перейшов у «Варзім». 17 січня в матчі проти «Фреамунде» він дебютував за нову команду. Через тиждень у поєдинку проти «Лейшойнша» Жил забив свій перший гол за «Варзім».
Влітку того ж року Діаш був відданий в оренду в «Ріу Аве», де провів наступний сезон, після чого повернувся в «Монако». 13 серпня в матчі проти «Діжона» він дебютував у Лізі 1, замінивши у другому таймі Адаму Діакабі. У тому ж місяці Жил на правах дворічної оренди, з правом викупу за 20 млн євро, перейшов у італійську «Фіорентину». 20 серпня в матчі проти міланського «Інтернаціонале» він дебютував у Серії A. 10 вересня в поєдинку проти «Верони» Діаш забив свій перший гол за «Фіорентину».
24 червня 2018 року «Ноттінгем Форест» орендував Діаша на один сезон з опцією викупу, втім вже на початку 2019 року гравець покинув команду і був відданий в оренду в грецький «Олімпіакос».
Влітку 2019 повернувся з оренд назад до «Монако» та нарешті став постійним гравцем основного складу. Втім, постійна зміна позицій (від крайнього захисника до флангового нападника) під керівництвом Леонарду Жардіма не дозволила йому показати високу якість гри та завоювати довіру вболівальників. З приходом на посаду тренера Роберта Морено він перестав входити в його плани, і 31 січня 2020 перейшов у чергову оренду — цього разу до іспанської «Гранади». Через півроку також на умовах оренди перейшов до «Фамалікана».
1 липня 2021 року за півтора мільйони євро став гравцем лісабонської «Бенфіки».

## Виступи за збірні
2014 року дебютував у складі юнацької збірної Португалії, взяв участь у 14 іграх на юнацькому рівні, відзначившись 4 забитими голами.
2017 й 2018 року залучався до складу молодіжної збірної Португалії. На молодіжному рівні зіграв у 10 офіційних матчах.

## Статистика виступів

### Статистика клубних виступів
Станом на 4 лютого 2020
| Сезон                | Команда              | Чемпіонат            | Чемпіонат | Чемпіонат | Національний кубок | Національний кубок | Національний кубок | Континентальні кубки | Континентальні кубки | Континентальні кубки | Інші змагання | Інші змагання | Інші змагання | Усього | Усього |
| Сезон                | Команда              | Ліга                 | Ігор      | Голів     | Ліга               | Ігор               | Голів              | Ліга                 | Ігор                 | Голів                | Ліга          | Ігор          | Голів         | Ігор   | Голів  |
| -------------------- | -------------------- | -------------------- | --------- | --------- | ------------------ | ------------------ | ------------------ | -------------------- | -------------------- | -------------------- | ------------- | ------------- | ------------- | ------ | ------ |
| серп.-жовт. 2014     | «Брага Б»            | СЛ (ІІ)              | 2         | 0         | -                  | -                  | -                  | -                    | -                    | -                    | -             | -             | -             | 2      | 0      |
| 2014–15              | «Монако Б»           | АЧФ (IV)             | 11        | 0         | -                  | -                  | -                  | -                    | -                    | -                    | -             | -             | -             | 11     | 0      |
| 2015–16              | «Монако Б»           | АЧФ (IV)             | 13        | 9         | -                  | -                  | -                  | -                    | -                    | -                    | -             | -             | -             | 13     | 9      |
| Усього за «Монако Б» | Усього за «Монако Б» | Усього за «Монако Б» | 24        | 9         |                    | -                  | -                  |                      | -                    | -                    |               | -             | -             | 24     | 9      |
| 2015–16              | «Варзім»             | СЛ (ІІ)              | 15        | 6         | КП+КЛ              | -                  | -                  | -                    | -                    | -                    | -             | -             | -             | 15     | 6      |
| 2016–17              | «Ріу-Аве»            | ПЛ                   | 34        | 6         | КП+КЛ              | 1+2                | 0+2                | ЛЄ                   | 2                    | 0                    | -             | -             | -             | 39     | 8      |
| 2017–18              | «Монако»             | Л1                   | 1         | 0         | КФ+КЛ              | -                  | -                  | ЛЧ                   | -                    | -                    | СФ            | 0             | 0             | 1      | 0      |
| 2017–18              | «Фіорентина»         | A                    | 27        | 2         | КІ                 | 1                  | 0                  | -                    | -                    | -                    | -             | -             | -             | 28     | 2      |
| сер. 2018–січ. 19    | «Ноттінгем Форест»   | Ч (II)               | 21        | 0         | КА+КФЛ             | 0+3                | 0+1                | -                    | -                    | -                    | -             | -             | -             | 24     | 1      |
| січ.–чер. 2019       | «Олімпіакос»         | СЛ                   | 7         | 0         | КГ                 | 1                  | 0                  | ЛЄ                   | 2                    | 0                    | -             | -             | -             | 10     | 0      |
| сер. 2019–січ. 20    | «Монако»             | Л1                   | 14        | 0         | КФ+КЛ              | 1+1                | 0                  | -                    | -                    | -                    | -             | -             | -             | 16     | 0      |
| Усього за «Монако»   | Усього за «Монако»   | Усього за «Монако»   | 15        | 0         |                    | 2                  | 0                  |                      | -                    | -                    |               | -             | -             | 17     | 0      |
| Усього за кар'єру    | Усього за кар'єру    | Усього за кар'єру    | 145       | 23        |                    | 10                 | 4                  |                      | 4                    | 1                    |               | -             | -             | 159    | 28     |